# Résolution 408 du Conseil de sécurité des Nations unies
 (mars 2025).
Membres permanents
- Chine
- États-Unis
- France
- Royaume-Uni
- URSS

Membres non permanents
- Allemagne de l'Ouest
- Bénin
- Canada
- Inde
- Libye
- Mauritanie
- Pakistan
- Panama
- Roumanie
- Venezuela

Résolution no 407 Résolution no 409
La résolution 408 du Conseil de sécurité des Nations unies, adoptée le 26 mai 1977, examine un rapport du secrétaire général concernant la Force des Nations unies chargée d'observer le désengagement. Le Conseil note les efforts pour établir une paix durable et juste au Moyen-Orient, mais exprime également sa préoccupation face à l'état de tension qui prévaut dans la région.
Le Conseil décide d'appeler les parties concernées à mettre en œuvre immédiatement la résolution 338 (de 1973), il renouvelle le mandat de la Force d'observation pour 6 mois supplémentaires jusqu'au 30 novembre 1977 et demande au secrétaire général de soumette un rapport sur la situation à la fin de cette période.
La résolution est adoptée par 12 voix contre zéro, le Bénin, la Chine et la Libye ne participent pas au vote.